# Świątynia Saturna
Świątynia Saturna (łac. Aedes Saturni lub Aedes Saturnus) – jedna z najstarszych świątyń w Rzymie, położona w południowo-zachodnim narożniku Forum Romanum. Poświęcona była bogu Saturnowi.
Świątynia powstała na przełomie VI i V wieku p.n.e., w pierwszych latach istnienia republiki. Budowę świątyni miał rozpocząć jeszcze ostatni król Rzymu Tarkwiniusz Pyszny, jej poświęcenie tradycja przypisywała najczęściej Tytusowi Larcjuszowi, sprawującemu dyktaturę w 501 i 498 roku p.n.e., chociaż możliwa jest też nieco późniejsza metryka. W 42 p.n.e. została przebudowana przez Lucjusza Munatiusa Plancusa. Pod koniec IV wieku n.e. świątynia spłonęła w pożarze, postanowieniem senatu została jednak odbudowana.

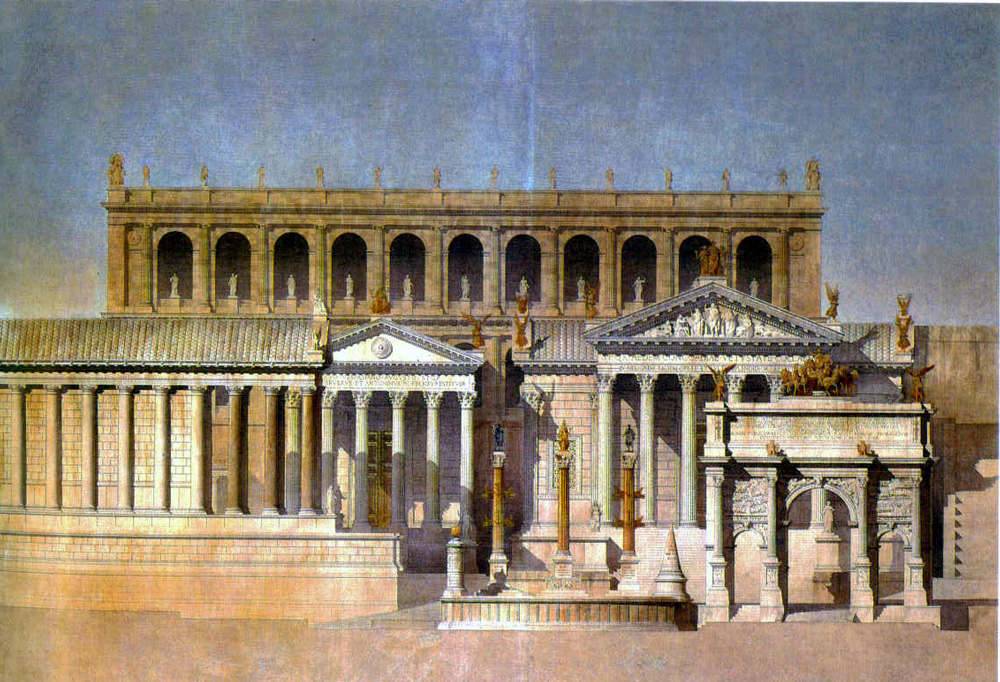
Rekonstrukcja: Świątynia Saturna po lewej

Świątynia posadowiona była na wysokim podium o wymiarach 22,50×40 m, wykonanym z trawertynu i peperynu licowanych marmurem. W okresie republiki i cesarstwa w podium mieścił się publiczny skarbiec państwa rzymskiego (Aerarium Populi Romani lub Aerarium Saturni). W celli stał wykonany z kości słoniowej posąg bóstwa, zgodnie ze świadectwem Pliniusza Starszego (Historia naturalna 15,32) wypełniony wewnątrz olejem, który służył konserwacji tworzywa.
Świątynia przetrwała do początku XV wieku, kiedy to pomiędzy 1402 a 1447 rokiem została rozebrana. Do czasów współczesnych przetrwał jedynie fragment kolumnady podtrzymującej marmurowe belkowanie, pochodzące z ostatniej przebudowy dokonanej w IV wieku. Posadowione na marmurowych bazach i zwieńczone jońskimi kapitelami kolumny mają 11 metrów wysokości. Sześć frontowych kolumn wykonano z szarego, zaś dwie boczne z różowego granitu.